# Schenna
Schenna (italià Scena) és un municipi italià, dins de la província autònoma de Tirol del Sud. És un dels municipis del districte de Burggrafenamt. L'any 2007 tenia 2.788 habitants. Comprèn les fraccions de Schennaberg (Montescena), Tall (Valle) i Verdins. Limita amb els municipis de Hafling (Avelengo), Kuens (Caines), Meran (Merano), Riffian (Rifiano), St. Leonhard in Passeier (San Leonardo in Passiria), Sarntal (Sarentino), i Tirol (Tirolo).

## Situació lingüística
| Pertinença lingüística (cens 2001) | 97,31% alemany |
| Pertinença lingüística (cens 2001) | 2,49% italià   |
| Pertinença lingüística (cens 2001) | 0,20% ladí     |

## Administració

Territori comunal

| Període | Identitat         | Partit |
| ------- | ----------------- | ------ |
| 2004-   | Alois Peter Kroll | SVP    |